# Единственное число
Еди́нственное число́ (часто используется в сокращённом виде как ед. ч.) — грамматическое число, используемое для обозначения одного предмета. Грамматическая категория числа (как и прочие грамматические категории) вырабатывалась постепенно, путём так называемой конгруэнции (согласования). Поэтому и категория единственного числа не есть нечто незыблемое, и форма единственного числа не обусловливает ещё собой значения одного предмета. Этим объясняется, что и во флективных языках множественное число не всегда необходимо, чтобы выразить понятие множества. Каждое множество можно понимать как одно целое. Отсюда нередки формы единственного числа со значением множественным: дюжина, пяток, десяток, сотня и т. д. Таким образом, так называемые собирательные имена — на самом деле суть просто обозначения в формах единственного числа понятий множественных. Понимание известного множества, как одной величины, нередко приходит в противоречие с собственно грамматической формой, последствием чего является, например, согласование не по грамматическому числу, а по смыслу: лат. — pars saxa jactant = часть (Единственное число) бросают (множественное число) камни; рус. — сотня казаков бросились в погоню. В результате нередко психологическое содержание приурочивает к себе и грамматическую форму, если у неё нет никаких ярких признаков единственного числа. Так, франц. les gens (старофр. la gent) — люди - на самом деле есть единственное число = лат. gens, gentis (народ). Наоборот, множественная форма получает нередко значение единственного числа: лат. litterae (буквы) = письмо, откуда получается франц. lettre, единственного числа.
Существительные singularia tantum употребляются только в единственном числе. Pluralia tantum употребляются только во множественном числе, но по значению обычно аналогичны существительным, имеющим единственное число. Русские формы именительного падежа множественного числа на а (господа, профессора, братья) восходят к собирательным существительным в единственном числе (ст.‑слав. господа, братиꙗ) или к двойственному числу. Подобные процессы происходили, вероятно, и в индоевропейском праязыке.
В русском языке существуют только формы единственного и множественного числа, хотя можно условно выделить по некоторым признакам формы двойственного и паукального числа.

## Числительные
В языках, в которых существуют только формы единственного и множественного числа, может использоваться разная форма при слове «ноль». Например, в русском, а также английском, нидерландском, немецком, итальянском, испанском, португальском языках для обозначения нулевого количества используется множественное число, а во французском языке — единственное; в эсперанто обе формы равноправны.
Кроме того, числительные, обозначающие числа, бо́льшие единицы, могут требовать единственного числа, например, в финском (при этом при числительном в именительном падеже существительное ставится в партитиве), турецком, венгерском языках. В русском языке числительные два, три, четыре в именительном и неодушевлённом винительном падежах требуют родительного падежа единственного числа (точнее — паукальной счётной формы). Составные числительные, оканчивающиеся на единицу (двадцать один), требуют единственного числа в русском языке, но множественного числа в английском, немецком, нидерландском, французском, испанском, португальском языках; в итальянском языке обе формы равноправны.